# Anaimalai
Anaimalai là một thị xã panchayat của quận Coimbatore thuộc bang Tamil Nadu, Ấn Độ.

## Địa lý
Anaimalai có vị trí 10°35′B 76°56′Đ / 10,58°B 76,93°Đ Nó có độ cao trung bình là 258 mét (846 feet).

## Nhân khẩu
Theo điều tra dân số năm 2001 của Ấn Độ, Anaimalai có dân số 16.556 người. Phái nam chiếm 49% tổng số dân và phái nữ chiếm 51%. Anaimalai có tỷ lệ 71% biết đọc biết viết, cao hơn tỷ lệ trung bình toàn quốc là 59,5%: tỷ lệ cho phái nam là 78%, và tỷ lệ cho phái nữ là 65%. Tại Anaimalai, 9% dân số nhỏ hơn 6 tuổi.